# Tereza Fišerová
Tereza Fišerová (* 23. února 1998 Roudnice nad Labem) je česká vodní slalomářka, která kombinuje disciplíny kajak (K1) a kánoe (C1). Jejím největším individuálním úspěchem je stříbrná medaile z Mistrovství světa ve vodním slalomu 2017 v kategorii C1. V soutěžích týmů (hlídkách) získala dvakrát zlatou medaili na mistrovstvích světa v letech 2021 a 2022.
Zúčastnila se také Letních olympijských her 2020, kde v kategorii K1  skončila šestá.

## Sportovní kariéra
Na vodě začala jezdit v 11 letech v rodné Roudnici nad Labem pod vedením Jana Vaňka a později Ivana Pišvejce. Od roku 2017 jezdí za klub Dukla Brandýs nad Labem. V české ženské reprezentaci se pohybuje od sezony 2015. Kombinuje disciplíny kajak (K1) a kánoe (C1), dříve i (C2). Jejím partnerem ve smíšené kanoi byl Jakub Jáně.

### 2022
V českých kvalifikačních závodech se probojovala do tříčlenné české reprezentace pro závody Světového poháru jak v kánoi (C1), tak v kajaku (K1).
Na mistrovství světa v německém Augsburgu vybojovala zlatou medaili v závodě hlídek spolu s Gabrielou Satkovou a její sestrou Martinou Satkovou.
Na mistrovství Evropy získala zlatou medaili v disciplíně kajak kross. Bronzovou medaili pak vybojovala na kanoi jak v individuálním závodě (C1), tak v kategorii týmů.
Na Mistrovství České republiky v jihočeském Lipně získala stříbrnou medaili v závodě na kajaku a bronzovou na kanoi.

### 2023
V tomto roce se také probojovala do české reprezentace pro závody Světového poháru na kánoi i v kajaku. Nejlépe skončila čtvrtá ve španělském La Seu d'Urgell na kanoi. Lépe se jí dařilo v disciplíně kajak kros, kdy na druhém podniku v Praze-Troji vybojovala bronzovou medaili. 
V celkovém pořadí Světového poháru skončila v kanoi na 11. místě a v kajaku na 13.
Na mistrovství světa v anglickém Lee Valley dojela v individuálním závodě na kanoi na 17. místě a na kajaku na 34. V závodech hlídek vybojovala s Gabrielou Satkovou a Terezou Kneblovou druhé místo na kanoi. V hlídkách na kajaku skončila s Amálií Hilgertovou a Antonií Galuškovou čtvrtá.
Na Mistrovství České republiky v jihočeském Lipně získala stříbrné medaile v závodě na kanoi i v kajaku.

### 2024
V tomto roce se do české reprezentace Světového poháru ve vodním slalomu 2024 na kajaku ani na kanoi neprobojovala – kvůli zdravotním problémům se soustředila jen na kajak, kde skončila čtvrtá za postupujícími Antonií Galuškovou, Kateřinou Bekovou a Gabrielou Satkovou.
Nominovala se pouze do závodů v kajak krosu, kde však končila v rozjížďkách.
Zvítězila v nominaci Českého svazu kanoistů na olympijské hry, ale čeští reprezentanti si nevybojovali místo v olympijském závodu. Pak se však britská reprezentace vzdala druhého, dodatečného místa v závodech v kajak krosu, a Tereza Fišerová se tak Letních olympijských her zúčastnila. Ve své rozjížďce však obsadila třetí místo a do čtvrtfinále nepostoupila.

## Výsledky

### K1, C1, C2
| K1                 | 2013 | 2014 | 2015 | 2016 | 2017       | 2018       | 2019 | 2020 | 2021 | 2022 | 2023 |
| ------------------ | ---- | ---- | ---- | ---- | ---------- | ---------- | ---- | ---- | ---- | ---- | ---- |
| Olympijské hry     |      |      |      | —    |            |            |      |      | 6.   |      |      |
| Mistrovství světa  | —    | —    | —    |      | —          | —          |      |      |      | 29.  | 34.  |
| Mistrovství Evropy | —    | —    | —    | —    | —          | —          | —    |      |      | 9.   | —    |
| MS do 23 let       | —    | —    | —    | —    | —          | —          | 4.   |      |      |      |      |
| ME do 23 let       | —    | —    | —    | —    | —          | —          | 1.   |      | 3.   |      |      |
| MS juniorů         | 15.  | 17.  | 7.   | 11.  |            |            |      |      |      |      |      |
| ME juniorů         | 27.  | 22.  | 10.  | 11.  |            |            |      |      |      |      |      |
| C1                 |      |      |      |      |            |            |      |      |      |      |      |
| Olympijské hry     |      |      |      |      |            |            |      |      | —    |      |      |
| Mistrovství světa  | —    | —    | 15.  |      | 2.         | 3.         |      |      | 13.  | 19.  | 17.  |
| Mistrovství Evropy | —    | —    | 14.  | —    | 2.         | 18.        | 4.   | 2.   | 2.   | 3.   | —    |
| MS do 23 let       | —    | —    | —    | —    | 2.         | 5.         | 25.  |      |      |      |      |
| ME do 23 let       | —    | —    | —    | —    | 10.        | 2.         | 3.   | 6.   | 1.   |      |      |
| MS juniorů         | —    | —    | 4.   | 1.   |            |            |      |      |      |      |      |
| ME juniorů         | —    | —    | 15.  | 3.   |            |            |      |      |      |      |      |
| C2                 |      |      |      |      | Jakub Jáně | Jakub Jáně |      |      |      |      |      |
| Mistrovství světa  |      |      |      |      | 6.         | 4.         |      |      |      |      |      |

### K1, C1 – hlídky
| Mistrovství světa  | —  | —  | —  |    | —  | —  |    |    | —  | 4. | 2. |  |  |  |  |
| Mistrovství Evropy | —  | —  | —  | —  | —  | —  | —  |    |    | 4. | —  |  |  |  |  |
| MS do 23 let       | —  | —  | —  | —  | —  | —  | 2. |    |    |    |    |  |  |  |  |
| ME do 23 let       | —  | —  | —  | —  | —  | —  | 1. |    | 5. |    |    |  |  |  |  |
| MS juniorů         | 1. | 1. | 1. | 1. |    |    |    |    |    |    |    |  |  |  |  |
| ME juniorů         | 3. | 1. | 2. | 1. |    |    |    |    |    |    |    |  |  |  |  |
| C1 – hlídky        |    |    |    |    |    |    |    |    |    |    |    |  |  |  |  |
| Mistrovství světa  | —  | —  | 2. |    | 3. | 2. |    |    | 1. | 1. | 4. |  |  |  |  |
| Mistrovství Evropy | —  | —  | 2. | —  | 3. | 4. | 3. | 1. | 6. | 3. | —  |  |  |  |  |
| MS do 23 let       | —  | —  | —  | —  | 3. | 3. | 1. |    |    |    |    |  |  |  |  |
| ME do 23 let       | —  | —  | —  | —  | 1. | 2. | 2. | 1. | 1. |    |    |  |  |  |  |
| MS juniorů         | —  |    |    | 4. |    |    |    |    |    |    |    |  |  |  |  |
| ME juniorů         |    | —  | 1. | 2. |    |    |    |    |    |    |    |  |  |  |  |